# Aimsun
Aimsun (abans TSS-Transport Simulation Systems) és una empresa privada que té la seu a Barcelona i amb sucursals a Nova York, Paris, Sydney, Londres i Singapur. Aimsun desenvolupa i distribueix el software de simulació de models de transport Aimsun Next i Aimsun Live.
Aimsun Next és una aplicació informàtica integrada de models de transport utilitzada per administracions, municipis, universitats i consultors per tal de millorar la infraestructura viària, reduir les emissions, reduir la congestió i els entorns de disseny urbà millor per a vehicles i vianants. En l'actualitat compta amb 7.000 usuaris amb llicència a més de 85 països.
Aimsun Live és una solució de previsions de trànsit en temps real utilitzada pels centres de control de trànsit per a prendre decisions en temps real sobre la gestió de les xarxes de carreteres.
Aimsun es va originar el 1986 a partir del Laboratori d'Investigació Operativa i Simulació (LIOS), un grup de recerca de la Universitat Politècnica de Catalunya dirigit pel professor Jaume Barceló i Bugueda. Amb el suport financer del Govern Espanyol i la Unió Europea, els projectes de recerca LIOS com a resultat el desenvolupament d'un simulador microscòpic. El 1997, degut a la forta demanda del mercat per al programari, va iniciar-se com a empresa comercial anomenat TSS-Transport Simulation Systems amb 8 socis.
El abril de 2018 Siemens va adquirir a l’Aimsun i va ser administrada com una companyia legalment independent sota el negoci de Sistemes de Tràfic Intel·ligents (ITS).
Hi ha hagut nou versions comercials d'Aimsun Next des de la fundació de la companyia. Avui dia, l'empresa te 100 empleats i se centra exclusivament en el desenvolupament i comercialització de programari de modelatge per a enginyeria de transport i operacions de gestió.